# Янис Зику
Янис Алин Зику (на румънски: Ianis Alin Zicu, роден на 23 октомври 1983) е румънски футболист, атакуващ халф или крило. Висок е 179 см, тежи 77,4 килограма.

## Кариера
Започва кариерата си в Динамо Букурещ. Дебютира през 2001 срещу Газ Метан. Става шампион на Румъния през 2002 и 2004 и печели националната купа през 2001. През януари 2004 преминава в Интер, но е даден под наем на ФК Парма, като част от сделката за Адриано. Янис изиграва само 9 срещи в Парма. След това е даван под наем още 2 пъти-на Динамо Букурещ и Рапид Букурещ. През тези периоди той печели 2 пъти купата на Румъния. През 2007 е близо до трансфер в Шахтьор (Донецк), но в крайна сметка се връща в Динамо. След като губи титулярното си място при „вълците“ и през 2009/10 не отбелзва нито един гол, той подписва с Политехника Тимишоара. Става голмайстор на шампионата с 18 попадения. През 2011 преминава в българския ЦСКА за три години. Там той записва 15 мача, в които вкарва 13 гола и се превръща в любимец на червената публика. В началото на декември, той премина в корейския Поханг.